# Аборты в Лихтенштейне
Аборты в Лихтенштейне нелегальны и почти во всех обстоятельствах наказываются тюремным сроком для женщины и врача. Попытка легализации абортов в 2011 году потерпела поражение от избирателей, а в апреле и ноябре 2012 года ландтагу также не удалось продвинуть предложения по либерализации законов об абортах.
Раздел 96 Уголовного кодекса Лихтенштейна 1987 года предусматривает, что аборт является незаконным, за исключением случаев серьёзной опасности для жизни или здоровья женщины, которые могут быть предотвращены только абортом, или в случае, если женщина была моложе 14 лет на время зачатия и не состояла в браке с человеком, оплодотворившим её. Незаконные аборты наказываются тюремным сроком до трёх лет для врача, и до одного года для женщины. Раздел 98 Уголовного кодекса предусматривает дополнительное уголовное наказание за осуществление или поощрение аборта без тщательного расследования его медицинской необходимости, и любого типа продвижение услуг аборта.
На двойном референдуме об абортах 27 ноября 2005 года 81% избирателей отвергли предложение сторонников пролайфа запретить все аборты без исключений.
Предложение по легализации абортов в первые 12 недель беременности или при инвалидности ребёнка было отклонено 52,3% избирателей на референдуме 18 сентября 2011 года. Принц Алоис ранее угрожал наложить вето на предложение, если оно пройдёт.